# Grab von Baden-Powell
Im Grab von Baden-Powell sind Robert Stephenson Smyth Baden-Powell, 1. Baron Baden-Powell und seine Frau, Olave, Baroness Baden-Powell, in Nyeri in Kenia begraben. 
Robert Baden-Powell starb am 8. Januar 1941 und wurde auf dem St.-Peter-Friedhof in Nyeri beigesetzt. Nachdem seine Frau Olave Baden-Powell 1977 in England gestorben war, wurde ihre Asche nach Kenia geschickt und neben ihrem Mann beigesetzt. Kenia hat das Grab von Robert Baden-Powell zum Nationaldenkmal erklärt.
Auf dem heute als „Baden-Powell Historical Gardens“ bezeichneten Friedhofsgelände befindet sich ein Informationszentrum mit einer Dauerausstellung zu Robert Baden-Powell und zur Pfadfinderbewegung.

## Geschichte
Baden-Powell, der Kenia kannte und mochte, beschloss, in Nyeri im Outspan-Hotel seines Freundes Eric Sherbrooke Walker zu überwintern. Er wählte Kenia wegen des günstigen Klimas und der politischen Lage in Europa als sein letztes Zuhause. Nachdem er und Olave gestorben waren, hatten sie eine Gedenkfeier in der Westminster Abbey. Der Gedenkstein befindet sich im südlichen Mittelschiff der Westminster Abbey vor dem Bildschirm der St.-Georgs-Kapelle und wurde am 12. Februar 1981 enthüllt.  Das Grab ist zu einem Wallfahrtsort geworden. mit bis zu 50.000 Besuchern pro Jahr.
Jedes Jahr am 22. Februar feiern Mitglieder der Kenya Scouts Association und der Kenya Girl Guides Association den Gründertag am Grab.

## Inschrift
Chief Scout of the World

22nd February 1857

8th January 1941

Olave Baden Powell

World  Chief Guide

22nd February 1889

25th June 1977

Sein Grabstein trägt einen Kreis mit einem Punkt in der Mitte,"ʘ" das Waldläuferzeichen für „Ich habe meine Aufgabe erfüllt und bin nach Hause gegangen.“ sowie eine Pfadfinderlilie und ein Pfadfinderinnenkleeblatt.

## Beerdigung
Baden-Powell wusste, dass sein Gesundheitszustand nachließ und plante dies entsprechend. Sein Testament sah vor, dass er in Nyeri beigesetzt werden sollte, ohne das ihm in der Westminster Abbey zugeteilte Grab. Sein Tod war eine weltweite Nachricht. Er hinterließ letzte Briefe für Scout und Scouter und machte Pläne für sein Begräbnis. Als er starb, wurde er mit einer Prozession beerdigt.